# Nissan NV350
Le Nissan NV350 est un véhicule utilitaire produit par le constructeur automobile japonais Nissan depuis 2011. Il s'agit de la cinquième génération du Nissan Caravan (nom de code : E26) qui se présente comme une profonde évolution esthétique du Caravan E25.

## Caractéristiques techniques

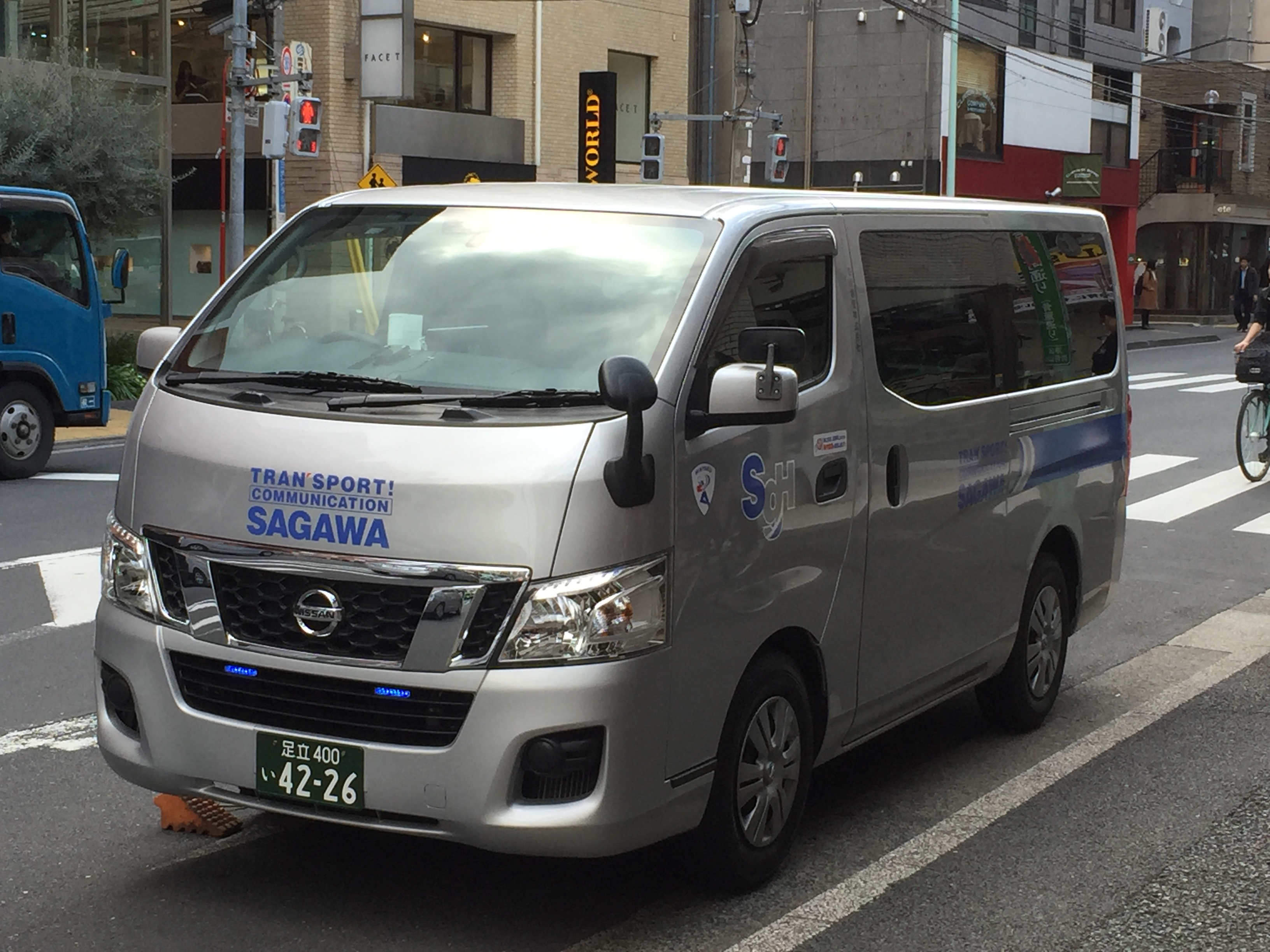
Nissan E26 (prototype)

Le NV350 possède des projecteurs halogènes avants, un essuie-glace avant à 02 vitesses + intermittents et des rétroviseurs extérieurs de réglage manuel.
Quatre rangées de sièges peuvent accueillir 15 passagers (en comptant le conducteur), avec encore de la place à l'arrière pour les bagages.
À l'extérieur, on retrouve les poignées de portes extérieures noires, une peinture métallisée nacrée sur le fourgon et les vitres teintées.
De larges phares halogènes utilisent des lentilles transparentes pour améliorer la distribution de la lumière pour une visibilité nocturne améliorée et une conduite plus aisée. Un égaliseur de projecteur manuel est maintenant prévu pour compenser l'écart des axes optiques.
Des prétensionneurs et des limiteurs de charge. Les prétensionneurs enroulent immédiatement le mou de la ceinture pour une retenue plus rapide pendant que les limiteurs veillent à ce que la force subie par l'occupant ne parviennent pas à un niveau excessif.
Il y a aussi la direction assistée, le cendrier avant, l'accélérateur et compteur de vitesse et la montre digitale.

### Motorisations
Le puissant moteur diesel Z03DD fournit de superbes performances combinées avec une économique durable jointe. Une accélération brusque ou non et quelques puissances à bas régime du moteur donnent une conduite en ville sans fatigue. Un rendement amélioré de combustion.